# دموکراسی فراگیر
دموکراسی فراگیر (به انگلیسی: Inclusive Democracy مخفف: ID) نام پروژه‌ایست که هدف دموکراسی مستقیم است؛ دموکراسی اقتصادی در یک جامعه بی‌حکومت، بدون پول و بدون اقتصاد بازار؛ خودمدیریتی کارگران (دموکراسی در قلمرو جامعه); و دموکراسی اکولوژی.
پروژه تئوری دموکراسی فراگیر — به عنوان گونه‌ای متمایز از پروژه‌های سیاسی که بر اساس جنبش ID هستند — برگرفته از آثار فیلسوف سیاسی، اقتصاددان، کنشگر و آکادمیک سابق یونانی، تاکیس فوتوپولوس (Takis Fotopoulos)، در کتاب به سوی یک دموکراسی فراگیر (Towards An Inclusive Democracy) و کتاب‌های پسین او و دیگر نویسندگان مجله دموکراسی و طبیعت و جانشین آن ژورنال بین‌المللی دموکراسی فراگیر است. به عبارت دیگر، پروژه نظری ID، یک پروژه در فلسفه سیاسی در مورد تغییرات اجتماعی است. (به عنوان مثال رک به: مارکسیسم، ماری بوکچین، خودمختاری و غیره) از سوی دیگر، پروژه سیاسی ID (به عنوان یک پروژه سیاسی برای آزادی جامعه) یک پروژه در تاریخ مبارزه اجتماعی است. (برای مثال رک به: سوسیالیسم، جنبش خودفرمایی، دموکراسی مستقیم و غیره)
طبق نظر آرران گار، به سوی یک دموکراسی فراگیر «تفسیر قدرتمند و جدید از تاریخ و حرکت مخرب بازار را ارائه می‌دهد که چشم‌اندازی جدید و الهام‌بخش برای آینده است که جای هر دو دیدگاه نئولیبرالیسم و سوسیالیسم را می‌گیرد.»دیوید فریمن دربارهٔ کتاب فوتوپولوس می‌گوید که این نظریه نوعی آنارشیسم نیست ولی علی‌رغم پایبندی نویسنده به دموکراسی، با وجود دموکراسی مستقیم، شهرداری‌ها و الغای دولت، پول و اقتصاد بازاری، به گونه‌ای از آنارشیسم می‌ماند.»